# 미얀마 북부동맹군
북부동맹, 공식적으로 미얀마 북부동맹군(미얀마어:မြန်မာပြည်မြောက်ပိုင်း မဟာမိတ်တပ်ဖွဲ့;)은 미얀마의 북부 소수민족 반군 연합이다. 아라칸군(AA), 카친 독립군(KIA), 미얀마 민족민주동맹군(MNDAA), 따앙 민족해방군(TNLA)이 속해있다. 2016년 12월부터 북부동맹은 샨 주에서 따머도를 상대로 교전을 벌이고 있다.